# 石橋正孝
石橋 正孝（いしばし まさたか、1974年4月 - ）は、日本の文芸評論家、フランス文学研究者。立教大学観光学部交流文化学科准教授。研究者としてはジュール・ヴェルヌを専門とする。神奈川県横浜市生まれ。同市在住。

## 経歴・人物
東京大学教養学科卒。同大学大学院総合文化研究科博士課程単位取得退学、パリ第8大学博士課程修了。日本学術振興会特別研究員を経て、立教大学他兼任講師。2013年から立教大学観光学部交流文化学科助教、2018年から同准教授。2009年から2016年、日本ジュール・ヴェルヌ研究会会長、フランス・ジュール・ヴェルヌ協会会報編集委員。
東京大学およびパリ第8大学大学院博士課程在学中の2001年7月、「ウィルキー・コリンズから大西巨人へ - 「探偵小説」再定義の試み」で第8回創元推理評論賞佳作を受賞。2017年11月には、「なぜシャーロック・ホームズは「永遠」なのか - コンテンツツーリズム論序説」により第61回群像新人評論賞受賞。2018年4月には、『ジュール・ヴェルヌ〈驚異の旅〉コレクション』（第2巻）によって、第23回小西財団日仏翻訳文学賞（小西国際交流財団）を受賞している。2019年には『群像』掲載のホームズ論により、第42回日本シャーロック・ホームズ大賞奨励賞を日本シャーロック・ホームズ・クラブから授与されている。

## 作品リスト

### 単行本

#### 単著
- 『大西巨人 闘争する秘密』（左右社、流動する人文学） 2010年
- 『「驚異の旅」または出版をめぐる冒険 - ジュール・ヴェルヌとピエール=ジュール・エッツェル』（左右社、流動する人文学） 2013年

#### 共著
- 『あらゆる文士は娼婦である - 19世紀フランスの出版人と作家たち』（倉方健作共著、白水社） 2016年
- 『歴史の総合者として - 大西巨人未刊行批評集成』（大西巨人著、山口直孝, 橋本あゆみ共編、幻戯書房） 2017年

### 訳書
- 『ジュール・ヴェルヌの世紀 - 科学・冒険・《驚異の旅》』（コタルディエール他著、私市保彦, 新島進共訳、東洋書林） 2009年
- 『罵倒文学史 - 19世紀フランス作家の噂の真相』（アンヌ・ボケル, エティエンヌ・ケルン著、東洋書林） 2011年
- 『レジスタンス女性の手記』（アニエス・アンベール著、東洋書林） 2012年
- 『ジュール・ヴェルヌ伝』（フォルカー・デース著、水声社） 2014年
- 「ジュール・ヴェルヌ 〈驚異の旅〉コレクション」（インスクリプト）
  - 2『地球から月へ 月を回って 上も下もなく』 2017年
  - 3『エクトール・セルヴァダック』 2023年
- 「レペルトワール（ミシェル・ビュトール評論集）」全5巻予定（監修・共訳、幻戯書房）

1. 『I 1960』 2020年12月
2. 『Ⅱ 1964』 2021年12月
3. 『Ⅲ 1968』 2023年1月
4. 『Ⅳ 1974』 2024年12月

- 『「探偵小説」の考古学 セレンディップの三人の王子たちからシャーロック・ホームズまで』（レジス・メサック著、監修・共訳、国書刊行会） 2021年

### 雑誌掲載作品

#### 文芸評論
- 「ウィルキー・コリンズから大西巨人へ - 「探偵小説」再定義の試み」（『創元推理21』2001年冬号、東京創元社） 2001年9月
- 「『深淵』について (小特集 大西巨人を読む)」 （『早稲田文学』2002年5月号、早稲田大学出版部）
- 「『八十日間世界一周』論 」（『創元推理21』2002年夏号、東京創元社） 2002年8月
- 「鏡の国の永劫回帰 - 『深淵』再読のために」（『早稲田文学』2004年3月号、早稲田大学出版部）
- 「自己を否定する小説家の肖像 - ジュール・ヴェルヌの没後百周年を前に」（『未来』2004年11月号、未来社）
- 「「書くこと」の革命性 - 書評 大西巨人+荒井晴彦『シナリオ神聖喜劇』」（『未来』2005年3月号、未来社）
- 「「再話」としての初読への誘い、または『神聖喜劇』の大衆化のために」（『社会評論』149号、スペース伽耶） 2007年
- 「ジュール・ヴェルヌで読むミシェル・ビュトール」（『早稲田文学（第10次）』第1号、太田出版） 2008年4月
- 「空洞地球と永遠回帰 - 奥泉光小論」（『早稲田文学（第10次）』第3号、早稲田文学会） 2010年1月
- 「対訳で楽しむ『八十日間世界一周』」全6回（『ふらんす』2012年4月号 - 9月号、白水社）
- 「冥界とユートピア - 横尾忠則の小説作品をめぐって」（『ユリイカ』2012年11月号、青土社）
- 「環形動物の孤独 - 武田百合子『日日雑記』を中心に」（『ユリイカ』2013年10月号、青土社）
- 「なぜシャーロック・ホームズは「永遠」なのか - コンテンツツーリズム論序説」（『群像』2017年12月号）
- 「説明的虚無に殉じるアンチ「アンチミステリー」 - 中村文則『その先の道に消える』書評」（『群像』2019年1月号）
- 「絵画・推理・歴史 - シャーロック・ホームズの「歴史戦」」（『群像』2019年4月号）

#### エッセイ
- 「鏡の戯れ」（『文學界』2013年8月号）
- 「菊花の御紋章入りの靴下について」（『新潮』2017年8月号）